# Kaskader z przypadku
Kaskader z przypadku – amerykański thriller z 1980 roku na podstawie powieści Paula Brodeur.

## Fabuła
Na plan filmu reżyserowanego przez Eli Crossa trafia Cameron, weteran wojny w Wietnamie. Camerona ściga policja za pobicie ich kolegi. Cross udziela mu schronienia, w zamian ma zastąpić zmarłego kaskadera. Cameron, który nie może się odnaleźć w nowej roli, bezwolnie poddaje się tyranii Crossa, zmuszającego go do coraz niebezpieczniejszych trików.

## Główne role
- Peter O’Toole – Eli Cross
- Steve Railsback – Cameron
- Barbara Hershey – Nina Franklin
- Allen Garfield – Sam
- Alex Rocco – Szef policji Jake
- Sharon Farrell – Denise
- Adam Roarke – Raymond Bailey
- Philip Bruns – Ace
- Charles Bail – Chuck Barton
- John Garwood – Gabe
- Jim Hess – Henry

i inni

## Nagrody i nominacje
Oscary za rok 1980
- Najlepsza reżyseria – Richard Rush (nominacja)
- Najlepszy scenariusz adaptowany – Lawrence B. Marcus, Richard Rush (nominacja)
- Najlepszy aktor – Peter O’Toole (nominacja)

Złote Globy 1980
- Najlepsza muzyka – Dominic Frontiere
- Najlepszy dramat (nominacja)
- Najlepsza reżyseria – Richard Rush (nominacja)
- Najlepszy scenariusz – Lawrence B. Marcus, Richard Rush (nominacja)
- Najlepszy aktor dramatyczny – Peter O’Toole (nominacja)
- Odkrycie roku (aktor) – Steve Railsback (nominacja)